# Новолибаєво
Новолиба́єво (рос. Новолыбаево) — село у складі Заводоуковського міського округу Тюменської області, Росія.
2006 року до складу села був включений присілок Старолибаєва.
Населення — 925 осіб (2010, 759 у селі Новолибаєво та 239 у присілку Старолибаєва у 2002).
Національний склад станом на 2002 рік:
- росіяни — 77 % у селі Новолибаєво та 82% у присілку Старолибаєва